# Vitalia Diatchenko
Vitalia Anatolyevna Diatchenko (en russe : Виталия Анатольевна Дьяченко), née le 2 août 1990 à Sotchi, est une joueuse de tennis russe, professionnelle depuis 2007.
Son style de jeu très atypique se caractérise notamment dans son mouvement au service particulier et sa prise de raquette à deux mains des deux côtés (revers et coup droit).
À Roland-Garros en 2009, elle a sauvé huit balles de match pour atteindre le second tour. Elle remporte son premier titre WTA 125 lors de l'Open de Taipei 2014.

## Palmarès

### Titre en double dames
| No | Date       | Nom et lieu du tournoi | Catégorie | Dotation  | Surface    | Partenaire       | Finalistes                        | Score    |          |
| -- | ---------- | ---------------------- | --------- | --------- | ---------- | ---------------- | --------------------------------- | -------- | -------- |
| 1  | 12-09-2011 | Tashkent Open Tachkent | Intern'l  | 220 000 $ | Dur (ext.) | Eléni Daniilídou | Lyudmyla Kichenok Nadiia Kichenok | 6-4, 6-3 | Parcours |

### Finales en double dames
| No | Date       | Nom et lieu du tournoi        | Catégorie | Dotation  | Surface      | Vainqueures                            | Partenaire            | Score             |          |
| -- | ---------- | ----------------------------- | --------- | --------- | ------------ | -------------------------------------- | --------------------- | ----------------- | -------- |
| 1  | 09-02-2009 | PTT Women's Open Pattaya      | Intern'l  | 220 000 $ | Dur (ext.)   | Yaroslava Shvedova Tamarine Tanasugarn | Yuliya Beygelzimer    | 6-3, 6-2          | Parcours |
| 2  | 21-09-2009 | Tashkent Open Tachkent        | Intern'l  | 220 000 $ | Dur (ext.)   | Olga Govortsova Tatiana Poutchek       | Ekaterina Dzehalevich | 6-2, 6-71, [10-8] | Parcours |
| 3  | 03-05-2010 | Estoril Open Estoril          | Intern'l  | 220 000 $ | Terre (ext.) | Sorana Cîrstea Anabel Medina           | Aurélie Védy          | 6-1, 7-5          | Parcours |
| 4  | 02-08-2010 | Sony Ericsson Open Copenhague | Intern'l  | 220 000 $ | Dur (int.)   | Julia Görges Anna-Lena Grönefeld       | Tatiana Poutchek      | 6-4, 6-4          | Parcours |
| 5  | 11-01-2015 | Hobart International Hobart   | Intern'l  | 250 000 $ | Dur (ext.)   | Kiki Bertens Johanna Larsson           | Monica Niculescu      | 7-5, 6-3          | Parcours |
| 6  | 27-07-2015 | Baku Cup Bakou                | Intern'l  | 250 000 $ | Dur (ext.)   | Margarita Gasparyan Alexandra Panova   | Olga Savchuk          | 6-3, 7-5          | Parcours |

### Titres en simple en WTA 125
| No | Date       | Nom et lieu du tournoi         | Catégorie | Dotation  | Surface         | Finaliste     | Score         |          |
| -- | ---------- | ------------------------------ | --------- | --------- | --------------- | ------------- | ------------- | -------- |
| 1  | 03-11-2014 | OEC Taipei Ladies Open, Taïwan | WTA 125   | 125 000 $ | Moquette (int.) | Chan Yung-jan | 1-6, 6-2, 6-4 | Parcours |
| 2  | 11-11-2019 | Taipei OEC Open, Taïwan        | WTA 125   | 115 000 $ | Moquette (int.) | Tímea Babos   | 6-3, 6-2      | Parcours |
| 3  | 06-12-2021 | Open Arena Loire, Angers       | WTA 125   | 115 000 $ | Dur (int.)      | Zhang Shuai   | 6-0, 6-4      | Parcours |

### Finales en double en WTA 125
| No | Date       | Nom et lieu du tournoi           | Catégorie | Dotation  | Surface      | Vainqueures                      | Partenaire          | Score    |          |
| -- | ---------- | -------------------------------- | --------- | --------- | ------------ | -------------------------------- | ------------------- | -------- | -------- |
| 1  | 13-06-2022 | Veneto Open Internazionali Gaiba | WTA 125   | 115 000 $ | Gazon (ext.) | Madison Brengle Claire Liu       | Oksana Kalashnikova | 6-4, 6-3 | Parcours |
| 2  | 09-06-2025 | Lexus Ilkley Open Ilkley         | WTA 125   | 115 000 $ | Gazon (ext.) | Isabelle Haverlag Simona Waltert | Eden Silva          | 6-1, 6-1 | Parcours |

## Parcours en Grand Chelem

### En simple dames
| Année | Open d'Australie | Open d'Australie    | Internationaux de France | Internationaux de France | Wimbledon       | Wimbledon           | US Open         | US Open            |
| ----- | ---------------- | ------------------- | ------------------------ | ------------------------ | --------------- | ------------------- | --------------- | ------------------ |
| 2009  | —                | —                   | 2e tour (1/32)           | Dinara Safina            | —               | —                   | —               | —                  |
| 2010  | —                | —                   | Q3                       | Misaki Doi               | Q2              | Monica Niculescu    | Q2              | Monica Niculescu   |
| 2011  | Q2               | Sania Mirza         | Q3                       | S. Soler Espinosa        | 1er tour (1/64) | D. Hantuchová       | 1er tour (1/64) | Zheng Jie          |
| 2012  | —                | —                   | —                        | —                        | Q1              | Olga Savchuk        | —               | —                  |
|       |                  |                     |                          |                          |                 |                     |                 |                    |
| 2014  | —                | —                   | —                        | —                        | Q1              | Ons Jabeur          | —               | —                  |
| 2015  | 1er tour (1/64)  | Varvara Lepchenko   | 2e tour (1/32)           | Maria Sharapova          | 1er tour (1/64) | A.-L. Friedsam      | 1er tour (1/64) | Serena Williams    |
| 2016  | —                | —                   | 1er tour (1/64)          | Lucie Šafářová           | —               | —                   | 1er tour (1/64) | Timea Bacsinszky   |
|       |                  |                     |                          |                          |                 |                     |                 |                    |
| 2018  | —                | —                   | Q2                       | Magdalena Fręch          | 3e tour (1/16)  | Jeļena Ostapenko    | Q1              | Karolína Muchová   |
| 2019  | Q2               | Anna Kalinskaya     | 1er tour (1/64)          | Serena Williams          | 1er tour (1/64) | Kristina Mladenovic | —               | —                  |
| 2020  | 1er tour (1/64)  | Danielle Collins    | 1er tour (1/64)          | Sloane Stephens          | Annulé          | Annulé              | —               | —                  |
| 2021  | —                | —                   | Q1                       | Ellen Perez              | 1er tour (1/64) | Emma Raducanu       | Q2              | Katie Boulter      |
| 2022  | —                | —                   | Q1                       | Isabella Shinikova       | —               | —                   | Q2              | Heather Watson     |
| 2023  | Q1               | Oksana Selekhmeteva | —                        | —                        | —               | —                   | —               | —                  |
| 2024  | —                | —                   | —                        | —                        | Q1              | Robin Montgomery    | —               | —                  |
| 2025  | —                | —                   | —                        | —                        | —               | —                   | Q1              | Lucrezia Stefanini |

N.B. : à droite du résultat se trouve le nom de l'ultime adversaire.

### En double dames
| Année | Open d'Australie                                                                     | Open d'Australie                                                                   | Internationaux de France                                                                 | Internationaux de France                                                             | Wimbledon                                                                             | Wimbledon | US Open                                                                            | US Open |
| ----- | ------------------------------------------------------------------------------------ | ---------------------------------------------------------------------------------- | ---------------------------------------------------------------------------------------- | ------------------------------------------------------------------------------------ | ------------------------------------------------------------------------------------- | --------- | ---------------------------------------------------------------------------------- | ------- |
| 2010  | —                                                                                    | —                                                                                  | —                                                                                        | —                                                                                    | —                                                                                     | —         | 2e tour (1/16) I. Şenoğlu \|\| style="text-align:left;" \| E. Vesnina V. Zvonareva |         |
| 2011  | 1er tour (1/32) T. Poutchek \|\| style="text-align:left;" \| J. Görges L. Raymond    | 1er tour (1/32) M. Koryttseva \|\| style="text-align:left;" \| V. King Y. Shvedova | 1er tour (1/32) M. Kondratieva \|\| style="text-align:left;" \| V. Dushevina E. Makarova | 2e tour (1/16) O. Savchuk \|\| style="text-align:left;" \| S. Mirza E. Vesnina       |                                                                                       |           |                                                                                    |         |
| 2012  | —                                                                                    | —                                                                                  | —                                                                                        | —                                                                                    | 2e tour (1/16) K. Barrois \|\| style="text-align:left;" \| Y. Shvedova G. Voskoboeva  | —         | —                                                                                  |         |
|       |                                                                                      |                                                                                    |                                                                                          |                                                                                      |                                                                                       |           |                                                                                    |         |
| 2015  | 2e tour (1/16) M. Niculescu \|\| style="text-align:left;" \| R. Kops-Jones A. Spears | —                                                                                  | —                                                                                        | —                                                                                    | —                                                                                     | —         | —                                                                                  |         |
| 2016  | —                                                                                    | —                                                                                  | 2e tour (1/16) G. Voskoboeva \|\| style="text-align:left;" \| S. Williams V. Williams    | —                                                                                    | —                                                                                     | —         | —                                                                                  |         |
|       |                                                                                      |                                                                                    |                                                                                          |                                                                                      |                                                                                       |           |                                                                                    |         |
| 2018  | —                                                                                    | —                                                                                  | —                                                                                        | —                                                                                    | —                                                                                     | —         | 2e tour (1/16) M. Gasparyan \|\| style="text-align:left;" \| E. Mertens D. Schuurs |         |
| 2019  | —                                                                                    | —                                                                                  | 2e tour (1/16) N. Dzalamidze \|\| style="text-align:left;" \| K. Flipkens J. Larsson     | 1er tour (1/32) Y. Putintseva \|\| style="text-align:left;" \| A. Rosolska A. Sharma | —                                                                                     | —         |                                                                                    |         |
|       |                                                                                      |                                                                                    |                                                                                          |                                                                                      |                                                                                       |           |                                                                                    |         |
| 2021  | —                                                                                    | —                                                                                  | —                                                                                        | —                                                                                    | 1er tour (1/32) G. Voskoboeva \|\| style="text-align:left;" \| Hsieh S.-w. E. Mertens | —         | —                                                                                  |         |

N.B. : le nom de la partenaire se trouve sous le résultat ; les noms des ultimes adversaires se trouvent à droite.

## Parcours en Fed Cup
| #                                                           | Date       | Lieu     | Surface    | Gagnante(s)                          | Perdante(s)                          | Score    |          |
| ----------------------------------------------------------- | ---------- | -------- | ---------- | ------------------------------------ | ------------------------------------ | -------- | -------- |
|                                                             |            |          |            |                                      |                                      |          |          |
| 2015 - 1er tour (groupe mondial) - Pologne - Russie - 0 : 4 |            |          |            |                                      |                                      |          |          |
| 1                                                           | 07/02/2015 | Cracovie | Dur (int.) | Vitalia Diatchenko A. Pavlyuchenkova | Klaudia Jans-Ignacik Alicja Rosolska | 6-4, 6-4 | Parcours |

## Classements WTA en fin de saison
| Année          | 2008 | 2009 | 2010 | 2011 | 2012 |  | 2014 | 2015 | 2016 | 2017 | 2018 | 2019 | 2020 | 2021 | 2022 | 2023 | 2024 |
| Rang en simple | 262  | 118  | 164  | 125  | 596  |  | 108  | 169  | 553  | 188  | 120  | 108  | 124  | 171  | 113  | 614  | 619  |
| Rang en double | 249  | 100  | 65   | 66   | 212  |  | 143  | 97   | 245  | –    | 430  | 427  | 308  | 179  | 425  | 1011 | 516  |

Source : (en) Classements de Vitalia Diatchenko sur le site officiel de la Fédération internationale de tennis